# Govenia quadriplicata
Govenia quadriplicata är en orkidéart som beskrevs av Heinrich Gustav Reichenbach. Govenia quadriplicata ingår i släktet Govenia och familjen orkidéer. Inga underarter finns listade i Catalogue of Life.